# Hô hấp lần thứ hai
Hô hấp lần thứ hai là một hiện tượng xảy ra ở các môn thể thao chu kì với cường độ lớn (vd. chạy marathon, bơi, đua xe đạp, v.v...), nhờ đó mà một vận động viên đã hết hơi và kiệt sức đột nhiên tìm thấy sức mạnh để tiếp tục với hiệu suất cao với ít nỗ lực hơn. Cảm giác này tương tự như của một "nỗ lực cuối cùng", nhưng có khác biệt vì nỗ lực cuối cùng xảy ra chỉ sau khi cuộc đua kết thúc. Một số nhà khoa học tin rằng hô hấp lần thứ hai là kết quả của việc cơ thể tìm kiếm sự cân bằng oxy để chống lại sự tích tụ axit lactic trong cơ bắp. Một số khác cho rằng hô hấp thứ hai là do sản xuất endorphin, trong khi những người khác vẫn tin đó chỉ là hiệu ứng tâm lý.
Kinh nghiệm ghi lại của hô hấp lần thứ hai đã có ít nhất cách đây 100 năm, khi nó đã được coi là một thực tế phổ biến của việc tập thể dục.. Hiện tượng này được sử dụng như một phép ẩn dụ để nói về việc năng lượng có được vượt qua các mốc thời điểm cực đại của con người, áp dụng trong các môn thể thao khác, nghề nghiệp, hay cuộc sống nói chung.